# Andrea Radonjić
Andrea Radonjić (Podgorica, 13 dicembre 1992) è una modella montenegrina, incoronata Miss Montenegro Universo 2011 il 25 agosto 2011 presso l'Hotel Mediterranean di Becici, dove ha avuto la meglio fra le quindici delegate regionali del concorso.
In qualità di rappresentante ufficiale del Montenegro, la Lonçar parteciperà all'edizione del 2012 del concorso di bellezza internazionale Miss Universo.
Al momento dell'incoronazione, Andrea Radonjić era una studentessa di giurisprudenza ed una ballerina.